# فندق بابل
فندق بابل أو بابيلون ورويك (بالإنجليزية: Babylon Warwick Hotel) فندق يقع في العاصمة العراقية بغداد في شارع الكرادة على ضفاف نهر دجلة في حي الجادرية. صمم الفندق على شكل زقورة كهرم مدرج. صمم من قبل المهندس المعماري السلوفيني إدوارد رافينكار ليبنى في مدينة بودوا في الجبل الأسود في يوغسلافيا ثم الغي المشروع حينها واخذت التصاميم لتبنى في الموقع الجديد في بغداد. أفتتح الفندق في عام 1982 باسم فندق أوبروي بابيلون وأدير من قبل شركة أوبروي للفنادق والمنتجعات. صممت المهندسة المعمارية الهندية سونيتا كولي داخل الفندق. بعد حرب الخليج عام 1991 قطعت شركو أبروي علاقتها بالفندق وترك ليدار محلياً.
في 25 يناير، 2010، تعرض الفندق لهجوم إرهابي بسيارة مفخخة. وفي 29 مايو، 2015، تعرض الفندق لهجوم إرهابي آخر بسيارة مفخخة.
في أكتوبر، 2014، إنضم فندق بابل لسلسلة فنادق ورويك، حيث عملت الشركة الدولية على إعمار وتطوير الفندق ليرقى إلى مستويات فنادقها الدولية الحديثة حول العالم.
يضم الفندق 300 غرفة وجناح تم تطويرها حديثاً، ثمان مطاعم، منتجع صحي وبركات سباحة داخلية وخارجية، وقاعات للاجتماعات.

## وصلات خارجية
- بابيلون ورويك الموقع الرسمي
- بابيلون ورويك على موقع مطار بغداد الدولي